# Vadencourt (Aisne)
Vadencourt è un comune francese di 642 abitanti situato nel dipartimento dell'Aisne della regione dell'Alta Francia.

## Società

### Evoluzione demografica
Abitanti censiti